# Арнегунда

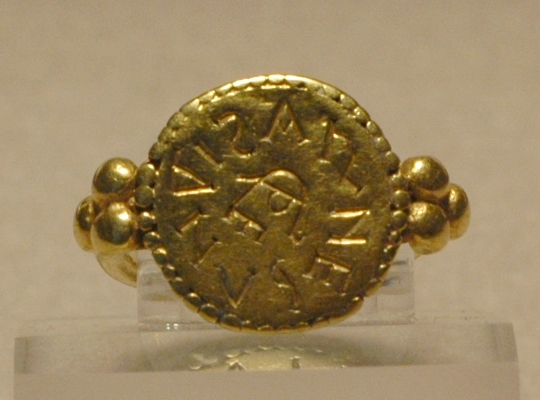
Перстень Арнегунды с её печатью

Арнегунда (фр. Arnegonde de Worms, Arégonde или Aregunda, около 520 — около 565) — вторая жена короля франков Хлотаря I из династии Меровингов; дочь короля Вормса Хлодомера II и Арнегунды Саксонской; сестра первой жены Хлотаря Ингунды.
Имя Арнегунда в переводе со старо-германского означает «Воинственная орлица».

## Биография
Григорий Турский в «Истории франков» рассказывал, что однажды Ингунда обратилась к супругу с просьбой найти для её сестры уважаемого и состоятельного мужа. Хлотарь I не нашёл никого достойнее себя и женился на Арнегунде сам. От этого брака родился сын, будущий король Нейстрии Хильперик, и дочь Блитхильда.

## Гробница Арнегунды

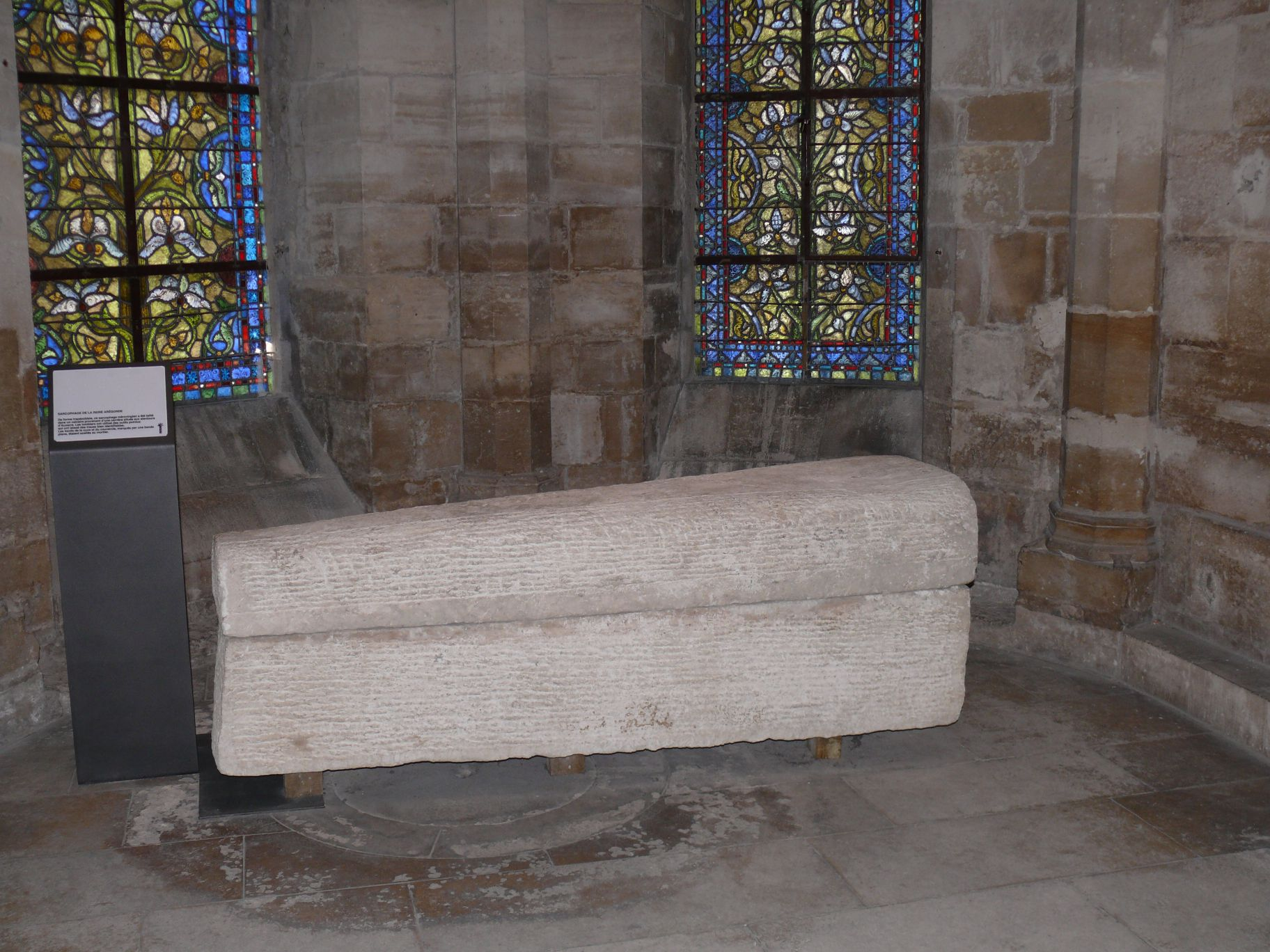
Гробница Арнегунды в Сен-Дени

Арнегунда умерла около 565 года (некоторые историки датируют её смерть между 570 и 573 годами или между 580 и 590 годами) и была погребена в базилике Сен-Дени. Захоронение Арнегунды было обнаружено в 1959 году французским археологом Мишелем Флери. В гробнице находились останки женщины в богатых одеждах, а среди множества драгоценностей было обнаружено кольцо с выгравированной надписью Arnegundis Regina, что и позволило идентифицировать гробницу.